# Flor do Sertão
Flor do Sertão là một đô thị thuộc bang Santa Catarina, Brasil. Đô thị này có diện tích 58,708 km², dân số năm 2007 là 1640 người, mật độ 27,7 người/km².